# Европско првенство у атлетици на отвореном 1938 — 10.000 метара за мушкарце
Такмичење у трчању на 10.000 метара у мушкој конкуренцији на 2. Европском првенству у атлетици 1938. одржано је 5. септембра на стадиону Коломб у Паризу.
Титулу освојену у Торину 1934., одбранио је Илмари Салминен из Финске.

## Земље учеснице
Учествовало је 10 такмичара из 6 земаља.
1. Италија (2)
2. Мађарска (2)
3. Немачка (1)
4. Финска (1)
5. Француска (2)
6. Шведска (2)

## Рекорди
| Рекорди пре почетка Европског првенства 1938. | Рекорди пре почетка Европског првенства 1938. | Рекорди пре почетка Европског првенства 1938. | Рекорди пре почетка Европског првенства 1938. | Рекорди пре почетка Европског првенства 1938. |
| --------------------------------------------- | --------------------------------------------- | --------------------------------------------- | --------------------------------------------- | --------------------------------------------- |
| Светски рекорд                                | Илмари Салминен Финска                        | 30:05,6                                       | Коувола, Финска                               | 18. јул 1937.                                 |
| Европски рекорд                               | Илмари Салминен Финска                        | 30:05,6                                       | Коувола, Финска                               | 18. јул 1937.                                 |
| Рекорди Европских првенстава                  | Илмари Салминен Финска                        | 31:02,6                                       | Торино, Италија                               | 18. јул 1937.                                 |
| Рекорди после Европског првенства 1938.       |                                               |                                               |                                               |                                               |
| Рекорди Европских првенстава                  | Илмари Салминен Финска                        | 30:52,4                                       | Париз, Француска                              | 5. септембар 1938.                            |

## Освајачи медаља
|                        |                         |                     |
| Илмари Салминен Финска | Ђузепе Бавиаква Италија | Макс Зиринг Немачка |

## Резултати

### Финале
| Пласман | Атлетичар       | Држава    | Време   | Белешке |
| ------- | --------------- | --------- | ------- | ------- |
|         | Илмари Салминен | Финска    | 30:52,4 | РЕП     |
|         | Ђузепе Бавиаква | Италија   | 30:53,2 | НР      |
|         | Макс Зиринг     | Немачка   | 30:57,8 |         |
| 4.      | Јене Силађи     | Мађарска  | 30:58,6 | НР      |
| 5.      | Торе Тилман     | Шведска   | 31:06,6 |         |
| 6.      | Јанош Келен     | Мађарска  | 31:16,6 |         |
| 7.      | Ђузепе Липи     | Италија   | 31:51,6 |         |
| 8.      | Андре Сикар     | Француска | 32:09,6 |         |
| 9.      | Ерик Ларсон     | Шведска   | 32:11,2 |         |
| 10.     | Алекси Дресис   | Француска | 15:42,0 |         |

## Укупни биланс медаља у трци на 10.000 метара за мушкарце после 2. Европског првенства 1934—1938.
|    | Земља      | Злато | Сребро | Бронза | Укупно |
| -- | ---------- | ----- | ------ | ------ | ------ |
| 1. | Финска     | 2     | 1      | 0      | 3      |
| 2. | Италија    | 0     | 1      | 0      | 1      |
| 3. | Данска     | 0     | 0      | 1      | 1      |
| 3. | Немачка    | 0     | 0      | 1      | 1      |
|    | Укупно {4} | 2     | 2      | 2      | 6      |

|    | Атлетичар       | Земља  | Злато | Сребро | Бронза | Укупно |
| -- | --------------- | ------ | ----- | ------ | ------ | ------ |
| 1. | Илмари Салминен | Финска | 2     | 0      | 0      | 2      |